# Frédéric-César de La Harpe
Frédéric-César de La Harpe, född 6 april 1754 i Rolle, död 30 mars 1838 i Lausanne, var en schweizisk politiker. La Harpe blev känd som lärare åt den blivande ryske tsaren Alexander I. 
La Harpe kom från Rolle i kantonen Vaud. Han studerade juridik i Genève och Tübingen och var sedan verksam som vid en domstol i Bern. På en resa till Italien skaffade sig utmärkta ryska kontakter och från 1782 arbetade han i Sankt Petersburg vid det ryska hovet som lärare till storfurstarna Konstantin och Alexander. 
Efter att ha återvänt till Schweiz 1795 skaffade sig La Harpe ett rikspolitiskt inflytande. Han uppfattades som revolutionär och en svuren motståndare till landets aristokrati. Med stöd från Frankrike arbetade La Harpe för att lösriva Vaud från Bern. År 1796 reste La Harpe till Paris och där, inför direktoriet, förespråkade han fransk intervention i Schweiz. Av den orsaken har han kallats "edsförbundets dödgrävare". 
Efter den franska inmarschen i Schweiz upprättades den så kallade Helvetiska republiken, vars styrelse och nya grundlag i praktiken gjorde Schweiz till ett franskt lydrike. La Harpe valdes inte genast in i riksstyrelsen direktoriet. Efter fransk påtryckning kom La Harpe ändå med i direktoriet den 29 juli 1798. Direktoriet fråntogs dock alla maktbefogenheter genom en statskupp den 7 januari 1800. La Harpe gick i landsflykt och uppehöll sig först i Ryssland efter en inbjudan från tsar Alexanders I. 
Därefter slog han sig ned på en gård utanför Paris, där han bodde 1800-1816, under det han brevväxlade med sin forne lärjunge. År 1816 återvände han till Schweiz.
År 1814 mottog La Harpe den ryska Sankt Andreasorden.